# Túnez en los Juegos Olímpicos de la Juventud 2018
Túnez compitió en los Juegos Olímpicos de la Juventud 2018 en Buenos Aires, Argentina desde el 6 de octubre al 18 de octubre de 2018.

## Medallas
|       | Medalla de oro | Medalla de plata | Medalla de bronce | Total |
| ----- | -------------- | ---------------- | ----------------- | ----- |
| TOTAL | 1              | 1                | 1                 | 3     |

## Medallistas
El equipo olímpico tunecino obtuvo las siguientes medallas:
| Nombre                  | Deporte      | Competición  |
| ----------------------- | ------------ | ------------ |
| Oro                     |              |              |
| Ghofrane Belkhir        | Halterofilia | Hasta 58Kg F |
| Plata                   |              |              |
| Mariem Khlifi           | Judo         | Hasta 63Kg F |
| Bronce                  |              |              |
| Mohamed Khalil Jendoubi | Taekwondo    | Hasta 48Kg M |

- Datos: Q48610120
- Multimedia: Tunisia at the 2018 Summer Youth Olympics / Q48610120